# 110-es busz (Kecskemét)
A kecskeméti 110-es jelzésű autóbusz a Vasútállomás és a Homokbánya Kollégium között közlekedik. A viszonylatot a Kecskeméti Közlekedési Központ megrendelésére az Inter Tan-Ker Zrt. üzemelteti.

## Története
1967-ben az 110-es busz a MÁV Nagyállomástól – a Tanácsháza megállóhely érintésével – a Homokbányáig közlekedett, a következő megállóhelyek érintésével:
| MÁV Nagyállomás – Tanácsháza – Homokbánya:                                                    | MÁV Nagyállomás – Tanácsháza – Homokbánya:                                                                         |
| --------------------------------------------------------------------------------------------- | --- |
| - MÁV Nagyállomás - MÁVAUT pályaudvar - Rendőrség - Szakszervezet - Tanácsháza - Gyógyszertár | - Katona József Gimnázium - Lakatosipari Vállalat - Megyei Kórház - Kiskecskemét - Kullai megállóhely - Homokbánya |

2008. március 1-jétől szabad- és munkaszüneti napokon a Noszlopy Gáspár parkból korábban 4.35, 5.00 órakor induló járatokat megszüntették, június 14-től viszont – szintén szabad- és munkaszüneti napokon – a Noszlopy Gáspár parkból 4.35 órakor, a Homokbánya, kollégiumtól 4.55 órakor is indítottak  autóbuszjáratokat.
A nyomvonal a Homokbánya térségében – ahol új körforgalmakat építettek – 2009. január 1-jén megváltozott. Az autóbuszok az Izsáki útról nem kanyarodnak le a Téglás utcára, helyette az úgynevezett „Turbó körforgalmon” keresztül haladnak, megállnak a Kadafalvi úton (az Auchan közelében), majd a második körforgalmon keresztül közelítik meg a Homokbánya Kollégium végállomást. A Lestár Péter Szakközépiskola megállóhelyet a Vályogvető utca és az új, becsatlakozó út kereszteződésébe helyezték át. A járatok vissza irányban is ezen az útvonalon közlekednek. Ezzel egyidejűleg a 17-es buszvonal megszűnt, így a vonalon nőtt a járatsűrűség, iskolai előadási napokon napközben 15 perces követési időre.

## Útvonala
| Homokbánya Kollégium felé | Vasútállomás felé |
| --- | --- |
| Vasútállomás vá. – Kodály Zoltán tér – Rákóczi út – Koháry István körút – Hornyik János körút – Széchenyi tér – Szilády Károly körút – Kölcsey utca – Petőfi Sándor utca – Dózsa György út – Izsáki út – Boróka utca – összekötő út – Vályogvető utca – Homokkő utca – Homokbánya Kollégium vá. | Homokbánya Kollégium vá. – Homokkő utca – Vályogvető utca – Téglás utca – Izsáki út – Dózsa György út – Petőfi Sándor utca – Dobó István körút – Batthyány utca – Katona József tér – Csányi János körút – Rákóczi út – Kodály Zoltán tér – Vasútállomás vá. |

## Megállóhelyei
| 0  | Vasútállomás végállomás                  | 21 | 2D, 2S, 7, 7C, 12D, 15, 19, 21, 21D, 22, 25, 32 Helyközi buszok Távolsági járatok S210 S220 sebesvonat, gyorsvonat, InterRégió, IC, expresszvonat Bethlen körút: 18, 20H, 22, 23, 23A |
| 2  | Cifrapalota                              | 19 | 2D, 2S, 4, 4A, 4C, 7, 7C, 12, 15, 18, 19, 20H, 23, 23A, 32 Helyközi buszok |
| 4  | Piaristák tere                           | ∫  | 2D, 2S, 7, 7C, 9, 11, 11A, 15, 16, 19, 32, 169, 916 Helyközi buszok |
| ∫  | Katona József Színház                    | 17 | 2, 2A, 2D, 2S, 3, 3A, 4, 4A, 4C, 6, 7, 7C, 11, 11A, 12, 13, 13K, 15, 18, 19, 20H, 23, 23A, 28, 32 Helyközi buszok                                                                     |
| 6  | Naiv Művészeti Múzeum (↓) Dobó körút (↑) | 15 | 2, 2A, 2D, 2S, 4, 4A, 4C, 6, 7, 7C, 11, 11A, 13, 13D, 13K, 15, 19, 28, 32 Helyközi buszok                                                                                             |
| 9  | Katona Gimnázium                         | 13 | 11, 11A, 15, 19, 22 Helyközi buszok |
| 11 | Kodály Iskola                            | 11 | 5, 11, 11A, 15, 19, 22 Helyközi buszok S210 (Kecskemét-Máriaváros) |
| 13 | Egyetem (GAMF)                           | 9  | 5, 11, 11A, 15, 19, 22 Helyközi buszok |
| 15 | Vízmű utca                               | 7  | 1D, 11, 11A, 19 Helyközi buszok |
| 17 | Bagoly Egészségház                       | 5  | 1D Helyközi buszok |
| 18 | Kullai köz                               | 4  | 1D |
| 21 | Kadafalvi út                             | ∫  | 1D, 11, 11A, 34, 34A Helyközi buszok |
| 22 | Vályogvető utca                          | ∫  | 1D |
| ∫  | Téglás utca                              | 2  | 1D |
| ∫  | Kvarc utca                               | 1  | 1D |
| 23 | Homokbánya Kollégium végállomás          | 0  | 1D |